# Joy McKean
Pour les articles homonymes, voir McKean.
Joy McKean OAM, née le 14 janvier 1930 à Singleton (Nouvelle-Galles du Sud) et morte le 25 mai 2023, est une chanteuse-compositrice australienne de musique country australienne.

## Biographie
Dans les années 1940, Slim Dusty commence une carrière country qui durera cinquante ans et engendrera plus de 100 albums.
En 1951, Joy McKean s'est mariée avec le chanteur-compositeur Slim Dusty.
Slim a exécuté ses propres compositions comme celles de son épouse et d'autres artistes australiens. Il a aussi écrit des airs pour les poésies australiennes classiques d'Henry Lawson et de Banjo Patterson.

### Famille
Joy McKean a deux enfants : Anne Kirkpatrick et David Kirkpatrick qui sont également chanteurs-compositeurs.